# Images (Sonny Red)
Images è un album di Sonny Red, pubblicato dalla Jazzland Records nel 1962. Il disco fu registrato al Plaza Sound Studios di New York City, a New York (Stati Uniti), nelle date indicate nella lista tracce.

## Tracce
Brani composti da Sonny Red, tranne dove indicato
Lato A
1. Images – 6:25 – Registrato il 25 giugno 1961
2. Blues for Donna – 4:44 – Registrato il 25 giugno 1961
3. Dodge City – 5:16 – Registrato il 25 giugno 1961

Lato B
1. Blue Sonny – 8:29 – Registrato il 14 dicembre 1961
2. The Rhythm Thing – 5:06 – Registrato il 14 dicembre 1961
3. Bewitched, Bothered and Bewildered – 5:41 (Richard Rodgers, Lorenz Hart) – Registrato il 14 dicembre 1961

## Musicisti
A1, A2 e A3
- Sonny Red - sassofono alto
- Blue Mitchell - tromba
- Barry Harris - pianoforte
- George Tucker - contrabbasso
- Lex Humphries - batteria

B1, B2 e B3
- Sonny Red - sassofono alto
- Barry Harris - pianoforte
- Grant Green - chitarra
- George Tucker - contrabbasso
- Jimmy Cobb - batteria[3]